# Gerd Thienes
Gerd Thienes (* 1966) ist ein deutscher Sportwissenschaftler und Hochschullehrer.

## Leben
Thienes betrieb als Jugendlicher Leichtathletik auf der Leistungsebene und war im Nachwuchsbereich als Trainer tätig.
Er studierte an der Deutschen Sporthochschule Köln. 1998 wurde an der Technischen Universität Dortmund seine Doktorarbeit (Thema: „Motorische Schnelligkeit bei zyklischen Bewegungsabläufen“) und 2008 seine Habilitation angenommen. Von 2007 bis 2010 war Thienes Vertretungsprofessor für Sportwissenschaft mit dem Schwerpunkt Training und Bewegung an der Universität Osnabrück. 2010 trat er eine Professorenstelle für Trainings- und Bewegungswissenschaft am Institut für Sportwissenschaften der Georg-August-Universität Göttingen an. Seit 2020 ist er Professor für Trainings- und Bewegungswissenschaft an der Universität Vechta.
Zu seinen Forschungsschwerpunkten zählen Kinder- und Jugendtraining, Schulsport, Diagnose und Ansteuerung motorischer Fähigkeiten und die motorische Entwicklung. Im Jahr 2000 veröffentlichte er das Buch „Beweglichkeitstraining. Grundlagen, Trainingsmethoden, Leistungssteuerung“ und 2016 gemeinsam mit Martin Baschta den Band „Training im Schulsport“.